# 인제소방서
인제소방서(麟蹄消防署, Inje Fire Station)는 강원특별자치도 인제군을 관할하는 강원특별자치도 소방본부 산하의 소방서이다.
소방서장은 소방정으로 보한다.

## 연혁
- 2018. 04. 23. : 현장대응과 및 인제119안전센터 신설[3]
- 2015. 10. 27. : 119구조대 신설[4]
- 2013. 07. 26. : 기린119안전센터 개소[5]
- 2012. 09. 17. : 인제소방서 개서[4]
- 2008. 08. 08. : 북면→원통119안전센터로 명칭변경[6]
- 2007. 12. 27. : 북면119안전센터 개소[7]
- 1993. 02. 12. : 인제파출소 개소[8]

### 역대 소방서장
| 대수 | 이름   | 임기                               | 비고 |
| ---- | ------ | ---------------------------------- | ---- |
| 6대  | 김재홍 | 2018년 10월 15일 ~ 2020년 2월 9일  |      |
| 7대  | 김재운 | 2020년 2월 10일 ~ 2021년 12월 24일 |      |
| 8대  | 소기웅 | 2022년 1월 4일~                    |      |

## 조직
| - 소방행정과 - 소방행정계 - 예산장비계 | - 방호구조과 - 방호조사계 - 예방계 - 구조구급계 - 구조진압계 |

## 관할센터 및 관할구역
인제소방서는 2개의 119안전센터와 1개의 구조대를 산하에 두고 있다.
| 명칭                 | 사진 | 주소                   | 관할구역                   | 지역대        |
| -------------------- | ---- | ---------------------- | -------------------------- | ------------- |
| 인제119안전센터      |      | 인제읍 비봉로44번길 71 | 인제읍, 남면               | 남면119지역대 |
| 기린119안전센터      |      | 기린면 대내로 34-14    | 기린면, 상남면             | 상남119지역대 |
| 원통119안전센터      |      | 북면 원통로 276        | 북면, 서화면               | 서화119지역대 |
| 인제소방서 119구조대 |      | 인제읍 비봉로44길 71   | 강원특별자치도 인제군 일원 |               |

## 같이 보기
- 대한민국 소방청
- 대한민국의 소방
- 소방관 계급